# Parafia św. Antoniego Padewskiego w Mikołajkach Pomorskich
Parafia św. Antoniego Padewskiego w Mikołajkach Pomorskich – parafia rzymskokatolicka w diecezji elbląskiej. Erygowana w 1900 roku przez biskupa warmińskiego Andrzeja Thiela. Kanoniczna erekcja parafii nastąpiła 23 listopada 1919  roku.

## Zasięg parafii
Do parafii należą wierni z miejscowości: Mikołajki Pomorskie, Cierpięta, Dąbrówka Pruska, Kołoząb, Krastudy, Wilczewo. Tereny te znajdują się w gminie Mikołajki Pomorskie w powiecie sztumskim w województwie pomorskim.

## Historia parafii
Kościół parafialny w Mikołajkach Pomorskich został zbudowany w 1896 roku, konsekrowany w 1903 roku, z wieżą dobudowaną na początku lat 20. XX wieku.